# Hartland Covered Bridge
Hartland Covered Bridge i Hartland i provinsen New Brunswick i Kanada är med sina 391 meter världens längsta övertäckta bro. Den korsar Saint John-floden mellan Hartland och  Somerville, i Kanada. Bron består av sju små fackverksbroar av trä som är hopkopplade och vilar på sex pelare.

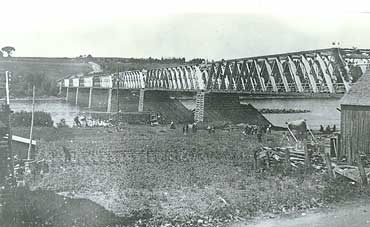
Hartland Bridge år 1901

Hartland Bridge var, när den byggdes, en helt vanlig fackverksbro i trä. Två av brospannen rasade den 6 april 1920 på grund av en upphopning av is i floden. Två år senare öppnades bron igen efter en omfattande renovering. Träpelarna byttes ut mot nya av betong och bron täcktes över för att förhindra ytterligare skador. År 1945 byggdes en täckt gångbana på södra sidan av bron.
Bron upptogs år 1980 på listan över nationella historiska platser i Kanada och kulturskyddades år 1999.